# Militära grader under första världskriget
Militära grader under första världskriget visar tjänstegraderna i stormakternas arméer och flottor under första världskriget  i jämförelse med den svenska arméns och flottans. 

## Arméer
För enkelhetens skull är det bara generalitetets och infanteriets tjänstegrader som anges.
| #  | Svenska armén        | Tyska armén            | Kejserliga och kungliga österrikisk-ungerska armén | Kejserliga ryska armén | Brittiska armén          | Förenta Staternas armé | Frankrikes armé                                              |
| -- | -------------------- | ---------------------- | -------------------------------------------------- | ---------------------- | ------------------------ | ---------------------- | ------------------------------------------------------------ |
| 1  | Fältmarskalk         | Generalfeldmarschall   | Feldmarschall                                      | General-feldmarsjal    | Field Marshal            | General of the Armies  | Maréchal de France                                           |
| 2  | General              | Generaloberst          | Generaloberst                                      | General ot infanteriji | General                  | General                | Général de division membre du conseil supérieur de la guerre |
| 2  | General              | General der Infanterie | General der Infanterie                             | General ot infanteriji | General                  | General                | Général de division commandant un corps d'armée              |
| 3  | Generallöjtnant      | Generalleutnant        | Feldmarschalleutnant                               | General-lejtenant      | Lieutenant-General       | Lieutenant General     | Général de division                                          |
| 4  | Generalmajor         | Generalmajor           | Generalmajor                                       | General-major          | Major-General            | Major General          | Générale de brigade                                          |
| 4  | Generalmajor         | Generalmajor           | Generalmajor                                       | General-major          | Brigadier-General        | Brigadier General      | Générale de brigade                                          |
| 5  | Överste              | Oberst                 | Oberst                                             | Polkovnik              | Colonel                  | Colonel                | Colonel                                                      |
| 6  | Överstelöjtnant      | Oberstleutnant         | Oberstleutnant                                     | Podpolkovnik           | Lieutenant-Colonel       | Lieutenant Colonel     | Lieutenant-colonel                                           |
| 7  | Major                | Major                  | Major                                              | saknade motsvarighet   | Major                    | Major                  | Chef de Bataillon                                            |
| 8  | Kapten               | Hauptmann              | Hauptmann                                          | Kapitan                | Captain                  | Captain                | Capitaine                                                    |
| 8  | Kapten               | Hauptmann              | Hauptmann                                          | Sjtabs-kapitan         | Captain                  | Captain                | Capitaine                                                    |
| 9  | Löjtnant             | Oberleutnant           | Oberleutnant                                       | Porutjik               | Lieutenant               | First Lieutenant       | Lieutenant                                                   |
| 9  | Löjtnant             | Oberleutnant           | Oberleutnant                                       | Podporutjik            | Lieutenant               | First Lieutenant       | Lieutenant                                                   |
| 10 | Underlöjtnant Fänrik | Leutnant               | Leutnant                                           | Praporsjtjik           | Second Lieutenant        | Second Lieutenant      | Sous-lieutenant                                              |
| 10 | Underlöjtnant Fänrik | Feldwebelleutnant      | Leutnant                                           | Praporsjtjik           | Second Lieutenant        | Second Lieutenant      | Sous-lieutenant                                              |
| 11 | saknade motsvarighet | saknade motsvarighet   | Offiziersstellvertreter                            | Zaurjad-praporsjtjik   | Warrant Officer Class I  | saknade motsvarighet   | Adjudant-chef                                                |
| 11 | saknade motsvarighet | saknade motsvarighet   | Offiziersstellvertreter                            | Podpraporsjtjik        | Warrant Officer Class I  | saknade motsvarighet   | Adjudant-chef                                                |
| 12 | Fanjunkare           | Feldwebel              | Stabsfeldwebel                                     | Feldfebel              | Warrant Officer Class II | Sergeant Major         | Adjudant                                                     |
| 12 | Fanjunkare           | Feldwebel              | Feldwebel                                          | Feldfebel              | Colour-Serjeant          | First Sergeant         | Sergent-major                                                |
| 13 | Sergeant             | Vizefeldwebel          | Zugsführer                                         | Starsjij unter-ofitser | Serjeant                 | Color Sergeant         | Sergent                                                      |
| 14 | Furir                | Sergeant               | Korporal                                           | Mladsjij unter-ofitser | Lance-Serjeant           | Sergeant               | Caporal                                                      |
| 14 | Korpral              | Unteroffizier          | Korporal                                           | Mladsjij unter-ofitser | Corporal                 | Corporal               | Caporal                                                      |
| 15 | Vicekorpral          | Gefreiter              | Gefreiter                                          | Jefrejtor              | Lance-Corporal           | Private First Class    | Soldat de première classe                                    |
| 16 | Menig                | Gemeiner               | Gemeiner                                           | Rjadovoj               | Private                  | Private                | Soldat de seconde classe                                     |

## Flottor
För enkelhetens skull är det bara sjöofficerskårens tjänstegrader som anges liksom bara de allmänna graderna för underofficerare och sjömän (alltså inga specialbenämningar). I förekommande fall också bara de grader som användes av däcksavdelningen.
| #  | Kungliga svenska flottan                        | Kejserliga tyska flottan | Kejserliga och kungliga österrikisk-ungerska flottan | Kejserliga ryska flottan   | Kungliga brittiska flottan            | Förenta Staternas flotta     | Frankrikes flotta                                    |
| -- | ----------------------------------------------- | ------------------------ | ---------------------------------------------------- | -------------------------- | ------------------------------------- | ---------------------------- | ---------------------------------------------------- |
| 1  | saknade motsvarighet                            | Großadmiral              | saknade motsvarighet                                 | Generaladmiral             | Admiral of the Fleet                  | Admiral of the Navy          | Amiral de France                                     |
| 2  | Amiral                                          | Admiral                  | Admiral                                              | Admiral                    | Admiral                               | Admiral                      | Vice-amiral membre du conseil supérieur de la marine |
| 2  | Amiral                                          | Admiral                  | Admiral                                              | Admiral                    | Admiral                               | Admiral                      | Vice-amiral commandant d'escadre                     |
| 3  | Viceamiral                                      | Vizeadmiral              | Vizeadmiral                                          | Vitse-admiral              | Vice Admiral                          | Vice Admiral                 | Vice-amiral                                          |
| 4  | Konteramiral                                    | Konteradmiral            | Konteradmiral                                        | Kontr-admiral              | Rear Admiral                          | Rear Admiral                 | Contre-amiral                                        |
| 4  | Konteramiral                                    | Konteradmiral            | Konteradmiral                                        | Kontr-admiral              | Commodore 1st Class                   | Rear Admiral                 | Contre-amiral                                        |
| 5  | Kommendör                                       | Kapitän zur See          | Linienschiffskapitän                                 | Kapitan 1-go ranga         | Commodore 2nd Class                   | Captain                      | Chef d'escadre                                       |
| 5  | Kommendör                                       | Kapitän zur See          | Linienschiffskapitän                                 | Kapitan 1-go ranga         | Captain                               | Captain                      | Capitaine de vaisseau                                |
| 6  | Kommendörkapten av 1. graden                    | Fregattenkapitän         | Fregattenkapitän                                     | Kapitan 2-go ranga         | Captain med mindre än tre år i graden | Commander                    | Capitaine de frégate                                 |
| 6  | Kommendörkapten av 1. graden                    | Fregattenkapitän         | Fregattenkapitän                                     | Kapitan 2-go ranga         | Commander                             | Commander                    | Capitaine de frégate                                 |
| 7  | Kommendörkapten av 2. graden                    | Korvettenkapitän         | Korvettenkapitän                                     | saknade motsvarighet       | Lieutenant Commander                  | Lieutenant Commander         | Capitaine de corvette                                |
| 8  | Kapten                                          | Kapitänleutnant          | Linienschiffsleutnant                                | Starsjij leiteneant        | Lieutenant                            | Lieutenant                   | Lieutenant de vaisseau                               |
| 8  | Kapten                                          | Kapitänleutnant          | Linienschiffsleutnant                                | Leitenenant                | Lieutenant                            | Lieutenant                   | Lieutenant de vaisseau                               |
| 9  | Löjtnant                                        | Oberleutnant             | Fregattenleutnant                                    | Mitjman                    | Sub-Lieutenant Mate                   | Lieutenant junior grade      | Enseigne de vaisseau de 1ère classe                  |
| 10 | Underlöjtnant Fänrik                            | Leutnant                 | Korvettenleutnant                                    | saknade motsvarighet       | Chief Warrant Officer                 | Ensign                       | Enseigne de vaisseau de 2e classe                    |
| 10 | Underlöjtnant Fänrik                            | Deckoffizierleutnant     | Korvettenleutnant                                    | saknade motsvarighet       | Chief Warrant Officer                 | Commissioned Warrant Officer | Enseigne de vaisseau de 2e classe                    |
| 11 | saknade motsvarighet                            | Oberdeckoffizier         | Oberstabsbootsmann                                   | saknade motsvarighet       | Warrant Officer                       | Warrant Officer              | saknade motsvarighet                                 |
| 11 | saknade motsvarighet                            | Deckoffizier             | Oberstabsbootsmann                                   | Starsjij botsman Konduktor | Warrant Officer                       | Warrant Officer              | saknade motsvarighet                                 |
| 12 | Flaggunderofficer                               | Feldwebel                | Stabsbootsmann                                       | Botsman                    | Chief Petty Officer                   | Chief Petty Officer          | Premier-maître                                       |
| 12 | Flaggunderofficer                               | Feldwebel                | Unterbootsmann                                       | Botsman                    | Chief Petty Officer                   | Petty Officer 1st Class      | Maître                                               |
| 13 | Underofficer av 2. graden                       | Vizefeldwebel            | Bootsmannsmaat                                       | Botsmanmat                 | Petty Officer                         | Petty Officer 2nd Class      | Second-maître                                        |
| 14 | Underofficerskorpral                            | Obermaat                 | Quartiermeister                                      | Kvartiermeister            | Leading Rating                        | Petty Officer 3rd Class      | Quartier-maître                                      |
| 14 | Korpral                                         | Maat                     | Marsgast                                             | Kvartiermeister            | Leading Rating                        | Seaman 1st Class             | Quartier-maître                                      |
| 15 | saknade motsvarighet                            | Obermatrose              | Matrose 1.Klasse                                     | Matros pervoj statij       | saknade motsvarighet                  | Seaman 2nd Class             | Matelot de première classe                           |
| 16 | Sjöman 1. klass Sjöman 2. klass Sjöman 3. klass | Matrose                  | Matrose 2.Klasse Matrose 3.Klasse Matrose 4.Klasse   | Matros vtoroj statij       | Able Rating Ordinary Rating           | Apprentice Seaman            | Matelot de seconde classe                            |